# Běleň
Běleň (německy Wieles) je částečně zaniklá osada v okrese Český Krumlov, která byla vysídlena odsunem Němců po druhé světové válce. V dnešní době spadá tato osada pod obec Malšín a je využívána především jako rekreační oblast.

## Název
Název vesnice je nejspíše odvozen z osobního jména Bělen nebo Bielen ve významu Bělenův dvůr. V průběhu dějin jméno vsi prošlo složitým jazykovým vývojem, během něhož bylo poněmčeno a německý tvar byl přejímán zpět do češtiny. V historických pramenech se jméno objevuje ve tvarech: Bieleins (1379), Bielens (1456), Bielen a Wiellens (1541), z Veleni (1550), u Veleni (1579), Bielas (1589), Vieless (1598), Wielas (1654), Weles (1720), Wieles, Weles nebo Werles (1789) a Wieles, Weles nebo Willes (1841).

## Historie
Předpokládá se, že vznikla na přelomu 11. a 12. století. První zmínky o Bělenově dvoře, pravděpodobně nejstarším statku, uvádí rožmberský urbář již v roce 1374. V letech 1938 až 1945 byla ves v důsledku uzavření Mnichovské dohody přičleněna k nacistickému Německu.

## Přírodní poměry
V katastrálním území Běleň se nachází evropsky významná lokalita Vltava Rožmberk – Větřní, která se částečně kryji s přírodní památkou Nahořanské tůně v údolní nivě Vltavy. Chráněné území bylo vyhlášeno k udržení a podpoře populace kriticky ohroženého stulíku malého, která se vyskytuje ve dvou tůních.

## Obyvatelstvo
|           | 1869 | 1880 | 1890 | 1900 | 1910 | 1921 | 1930 | 1950 | 1961 | 1970 | 1980 | 1991 | 2001 | 2011 |
| --------- | ---- | ---- | ---- | ---- | ---- | ---- | ---- | ---- | ---- | ---- | ---- | ---- | ---- | ---- |
| Obyvatelé | 102  | 104  | 96   | 95   | 90   | 87   | 87   | 50   | .    | .    | .    | .    | 6    | 11   |
| Domy      | 16   | 18   | 17   | 17   | 17   | 18   | 16   | 12   | .    | .    | .    | .    | 3    | 5    |

## Obecní správa
Osada stojí v katastrálním území Běleň s rozlohou 5,0393 km². Při sčítání lidu v letech 1869–1930 byla Běleň obcí v okrese Kaplice. Během té doby k ní patřily osady Branná, Chvalín, Šafléřov, Vojtín a Zábraní. Při sčítání roku 1950 byla vesnice součástí obce Ostrov v okrese Kaplice a v následujících letech jako místní část zanikla.

## Pamětihodnosti
- Běleňská lípa, které bývá odhadováno stáří až 850 let.